# Chengjiao (socken i Kina, Henan, lat 34,39, long 111,66)
Chengjiao (kinesiska: 城郊, 城郊乡) är en socken i Kina. Den ligger i provinsen Henan, i den centrala delen av landet, omkring 190 kilometer väster om provinshuvudstaden Zhengzhou.
Genomsnittlig årsnederbörd är 751 millimeter. Den regnigaste månaden är juli, med i genomsnitt 143 mm nederbörd, och den torraste är januari, med 4 mm nederbörd.